# Радев, Йордан
Йо́рдан Ра́дев (болг. Йордан Радев; 4 марта 1976, Поморие) — болгарский боец смешанного стиля, представитель средней и полусредней весовых категорий. Выступал на профессиональном уровне в период 2002—2011 годов, известен по участию в турнирах таких бойцовских организаций как UFC, M-1 Global, Rings, KSW и др.

## Биография
Йордан Радев родился 4 марта 1976 года в городе Поморие Бургасской области. С раннего детства серьёзно занимался вольной борьбой, тренировался и постоянно проживал в Пловдиве. Входил в состав сборной команды Болгарии по вольной борьбе, пытался пройти отбор на летние Олимпийские игры 2000 года в Сиднее, но не смог этого сделать из-за слишком высокой конкуренции в команде.
Не добившись больших успехов на поприще вольной борьбы, Радев решил попробовать себя в смешанных единоборствах и в ноябре 2002 года дебютировал на профессиональном уровне — своего первого соперника победил удушающим приёмом в первом же раунде. Первое время дрался преимущественно на территории Голландии, участвовал в турнирах таких промоушенов как It's Showtime, 2H2H, K-1, Fighting Network Rings и др. В течение четырёх лет одержал восемь побед подряд. Первое в профессиональной карьере поражение потерпел в июне 2006 года на турнире полькой организации KSW, решением судей от местного бойца Роберта Йоча. Несмотря на проигрыш, Радев продолжил активно выходить на ринг и вскоре выиграл ещё несколько поединков.
Имея в послужном списке одиннадцать побед и лишь одно поражение, в 2007 году Йордан Радев привлёк к себе внимание крупнейшего американского промоушена Ultimate Fighting Championship. Тем не менее, здесь он выступал не очень удачно, в первом проведённом в США поединке за 33 секунды был нокаутирован Дрю Макфедрисом, тогда как во втором единогласным решением судей уступил Дину Листеру, после чего покинул организацию.
Ожидалось, что в рамках австралийского промоушена Cage Fighting Championships Радев встретится в проживавшим в Австралии кубинцем Эктором Ломбардом, однако у болгарина возникли проблемы с получением австралийской визы, и в итоге этот бой так и не состоялся.
Начиная с 2008 года Радев начал часто выступать на родине в Болгарии, в частности на одном из турниров встретился с соотечественником Росеном Димитровым и выиграл у него единогласным судейским решением. Регулярно дрался на турнирах болгарского промоушена BMMAF, также активно сотрудничал с российской бойцовской организацией M-1 Global, возглавлял сборную Болгарии на командном чемпионате M-1 Challenge.
В октябре 2009 года на бойцовском фестивале в Хельсинки встречался со знаменитым российским ударником Александром Шлеменко и неожиданно нокаутировал его в концовке второго раунда. Последний раз дрался на профессиональном уровне в сентябре 2011 года на турнире BAMMA в Англии, при этом его соперником стал англичанин Пол Дейли. Дейли не уложился в рамки полусреднего веса, однако бой всё же состоялся — часть гонорара англичанина была передана Радеву. Поединок продлился все три раунда, в итоге судьи единогласно отдали победу Полу Дейли. Вскоре после этого поражения Йордан Радев принял решение завершить карьеру профессионального спортсмена.

## Статистика в профессиональном ММА
| Боёв 28          | Побед 23 | Поражений 5 |
| ---------------- | -------- | ----------- |
| Нокаутом         | 5        | 2           |
| Сдачей           | 5        | 0           |
| Решением         | 12       | 3           |
| Дисквалификацией | 1        | 0           |

| Результат | Рекорд | Соперник              | Способ                             | Турнир                                          | Дата             | Раунд | Время | Место                  | Примечание                      |
| --------- | ------ | --------------------- | ---------------------------------- | ----------------------------------------------- | ---------------- | ----- | ----- | ---------------------- | ------------------------------- |
| Поражение | 23–5   | Пол Дейли             | Единогласное решение               | BAMMA 7: Trigg vs. Wallhead                     | 10 сентября 2011 | 3     | 5:00  | Бирмингем, Англия      | Бой в промежуточном весе 176lb. |
| Победа    | 23–4   | Маро Перак            | Раздельное решение                 | M-1 Selection 2010: Western Europe Round 3      | 29 мая 2010      | 3     | 5:00  | Хельсинки, Финляндия   |                                 |
| Победа    | 22–4   | Вандерсон Силва       | Единогласное решение               | BMMAF - Warriors 12                             | 21 ноября 2009   | 2     | 5:00  | Русе, Болгария         | Перешёл в полусредний вес.      |
| Победа    | 21–4   | Александр Шлеменко    | KO (удар рукой)                    | Fight Festival 26                               | 17 октября 2009  | 2     | 4:27  | Хельсинки, Финляндия   |                                 |
| Победа    | 20–4   | Дэнни Смит            | Единогласное решение               | M-1 Challenge 15: Brazil                        | 9 мая 2009       | 3     | 5:00  | Сан-Паулу, Бразилия    |                                 |
| Поражение | 19–4   | Херберт Гудмен        | TKO (удары руками)                 | M-1 Challenge 13: Bulgaria                      | 28 марта 2009    | 2     | 4:59  | Бургас, Болгария       |                                 |
| Победа    | 19–3   | Рафаэль Родригес      | Техническая сдача (удушение сзади) | M-1 Challenge 10: Finland                       | 28 ноября 2008   | 1     | 1:08  | Хельсинки, Финляндия   |                                 |
| Победа    | 18–3   | Файкал Хуссин         | Единогласное решение               | BMMAF: Warriors 6                               | 8 ноября 2008    | 2     | 5:00  | Стара-Загора, Болгария |                                 |
| Победа    | 17–3   | Дамир Михайлович      | Единогласное решение               | BMMAF: Warriors 5                               | 28 сентября 2008 | 2     | 5:00  | Пловдив, Болгария      |                                 |
| Победа    | 16–3   | Юя Сираи              | Решение большинства                | M-1 Challenge 6: Korea                          | 29 августа 2008  | 2     | 5:00  | Сеул, Южная Корея      |                                 |
| Победа    | 15–3   | Денис Смит            | Сдача (скручивание пятки)          | BMMAF: Warriors 4                               | 3 августа 2008   | 2     | 1:22  | Свети-Влас, Болгария   |                                 |
| Победа    | 14–3   | Александр Стефковский | Сдача (замок)                      | BMMAF: Warriors 3                               | 7 июня 2008      | 1     | 3:15  | Бургас, Болгария       |                                 |
| Победа    | 13–3   | Гжегож Якубовский     | Решение судей                      | KSW IX: Konfrontacja                            | 9 мая 2008       | 2     | 5:00  | Варшава, Польша        |                                 |
| Победа    | 12–3   | Росен Димитров        | Единогласное решение               | Real Pain Challenge 1                           | 9 марта 2008     | 3     | 5:00  | София, Болгария        |                                 |
| Поражение | 11–3   | Дин Листер            | Единогласное решение               | UFC 79                                          | 29 декабря 2007  | 3     | 5:00  | Лас-Вегас, США         |                                 |
| Поражение | 11–2   | Дрю Макфедрис         | KO (удары руками)                  | UFC Fight Night 10                              | 12 июня 2007     | 1     | 0:33  | Холливуд, США          |                                 |
| Победа    | 11–1   | Иван Бргулян          | Решение судей                      | Kam Lung: Only the Strongest Survive 5          | 8 октября 2006   | 2     |       | Зёйдланд, Нидерланды   |                                 |
| Победа    | 10–1   | Мартин Завада         | Решение судей                      | 2H2H: Road to Japan                             | 8 сентября 2007  | 1     | 10:00 | Нидерланды             |                                 |
| Победа    | 9–1    | Энтони Ри             | TKO                                | 2H2H: Road to Japan                             | 18 июня 2006     | 1     | 2:24  | Нидерланды             |                                 |
| Поражение | 8–1    | Роберт Йоч            | Решение судей                      | KSW V: Konfrontacja                             | 3 июня 2006      |       |       | Варшава, Польша        |                                 |
| Победа    | 8–0    | Мартин Малхасян       | Решение судей                      | Fury FC 2: 93 kg GP                             | 3 июня 2006      | 2     |       | Варшава, Польша        |                                 |
| Победа    | 7–0    | Брайан Молэйни        | TKO (rope escape)                  | K-1 MAX Netherlands 2006                        | 26 марта 2006    | 2     |       | Утрехт, Нидерланды     |                                 |
| Победа    | 6–0    | Жоржи Сантиагу        | Единогласное решение               | It's Showtime Boxing & MMA Event 2005 Amsterdam | 12 июня 2005     | 2     | 5:00  | Амстердам, Нидерланды  |                                 |
| Победа    | 5–0    | Аршак Дабагиян        | TKO (удары)                        | 2 Hot 2 Handle                                  | 10 октября 2004  | 2     | n/a   | Роттердам, Нидерланды  |                                 |
| Победа    | 4–0    | Ларс Бесанд           | KO (ногой в голову)                | Mix Fight Gala                                  | 21 марта 2004    | 1     | 0:08  | Алмере, Нидерланды     |                                 |
| Победа    | 3–0    | Нордин Бен-Саллах     | Сдача (удержание пальца)           | Rings Holland: The Untouchables                 | 27 сентября 2003 | 3     | 0:31  | Утрехт, Нидерланды     |                                 |
| Победа    | 2–0    | Рафлес ла Росе        | KO (удар рукой)                    | 2H2H 6: Simply the Best 6                       | 16 марта 2003    | 1     | 5:49  | Роттердам, Нидерланды  |                                 |
| Победа    | 1–0    | Деннис Схольтен       | Сдача (удушающий)                  | Together Productions: Night of the Sensation    | 16 ноября 2002   | 1     | n/a   | Стенвейк, Нидерланды   |                                 |